# Подлуки (Гомельская область)
Подлуки (бел. Падлукі) (до 1955 года Вьюнищи) — деревня в Чкаловском сельсовете Калинковичского района Гомельской области Беларуси.

## География

### Расположение
В 42 км на северо-восток от Калинкович, 17 км от железнодорожной станции Холодники (на линии Жлобин — Калинковичи), 115 км от Гомеля.

### Гидрография
На севере и западе мелиоративные каналы.

## Транспортная сеть
Транспортные связи по просёлочной, затем автомобильной дороге Гомель — Лунинец. Планировка состоит из чуть изогнутой меридиональной улицы, застроенной двусторонне деревянными крестьянскими усадьбами.

## История
По письменным источникам известна с XIX века как селение в Речицком уезде Минской губернии. Согласно переписи 1897 года действовали хутор Луки (он же Вьюнье). В 1908 году в Чернинской волости Бобруйского уезда Минской губернии. В 1925 году в Козловичском сельсовете Бобруйского округа 37 дворов. В 1931 году жители вступили в колхоз. Во время Великой Отечественной войны 20 жителей погибли на фронте. Согласно переписи 1959 года в составе колхоза имени М. В. Фрунзе (центр — деревня Луки).

## Население

### Численность
- 2004 год — 34 хозяйства, 81 житель.

### Динамика
- 1908 год — 341 житель.
- 1959 год — 251 житель (согласно переписи).
- 2004 год — 34 хозяйства, 81 житель.